# Paul Bonish
Paul Bonish (* 1955 in Toronto) ist ein kanadischer Toningenieur und Tontechniker.

## Leben und Karriere
Der 1955 in Kanada geborene Paul Bonish begann seine Laufbahn Ende der 1970er Jahre als Toningenieur zusammen mit Fred Petersen bei Produktionen für kanadische Bands und Künstler wie The Foxrun Band oder Larry Yates. 1980 setzte er für Estiban Lindsay Productions das Album L.A. Walk als Toningenieur um. In den frühen 1980er Jahren entstanden weitere Arbeiten für Gruppen und Musiker wie Heads In The Sky, Streetheart, Goddo, Moe Koffman, Cinema Face, Manteca oder Hazell Dean. Die Freundschaft mit dem kanadischen Künstler, Musiker und Produzenten Ian Thomas führte Mitte der 1980er Jahre zu Zusammenarbeiten bei seinen beiden Soloalben Riders On Dark Horses und Add Water. In den 1990er Jahren war Bonish dann für die von Ian Thomas gegründete Musikgruppe The Boomers bei mehreren Alben als Toningenieur und Tonmixer tätig, unter anderem auf dessen 1993er Album Art Of Living.
Seit den 1980er Jahren arbeitete Bonish neben der Musik auch als Soundeditor im Bereich Film und Fernsehen.
Paul Bonish lebt und arbeitet heute als unabhängiger technischer Berater für kreative Dienstleistungen im Bereich Software für Konzerne, Unternehmen und Unternehmer in Toronto in Kanada.

## Diskografie (Auswahl)

### Als Toningenieur oder Mischer
- 1979:	The Foxrun Band (You're Invited)
- 1979:	Larry Yates (At The Gate)
- 1980:	Estiban (L.A. Walk)
- 1981:	Heads In The Sky (Heads In The Sky)
- 1981:	Goddo (Pretty Bad Boys)
- 1982:	Streetheart (Streetheart)
- 1982:	Arlene Duncan (I Wanna Groove)
- 1982:	Moe Koffman (If You Don't Know Me By Now...)
- 1982:	Aubrey Mann (Don't Give Up)
- 1983:	Cinema Face (Cinema Face)
- 1983:	Manteca (Arms And The Man)
- 1984:	Ramming Speed (When You Walk In The Room)
- 1984:	Ian Thomas (Riders On Dark Horses)
- 1984:	Hazell Dean (Evergreen)
- 1984:	Hazell Dean (Jealous Love)
- 1985:	Ian Thomas (Add Water)
- 1991:	The Boomers (What We Do)
- 1993:	The Boomers (Art Of Living)
- 1996:	The Boomers (25 Thousand Days)
- 2020:	Hazell Dean (Heart First)

## Filmografie (Auswahl)

### Als Soundeditor
- 1985: Todespoker (Terminal Choice)
- 2003: Big Spender (Fernsehfilm)
- 2005: Bailey’s Billion$